# Aranyera estriada
El aranyera estriada (Arachnothera magna) és un ocell de la família dels nectarínids (Nectariniidae).

## Hàbitat i distribució
Habita boscos i vegetació secundària de les muntanyes del nord i est de l'Índia cap al sud fins al sud-est de Bangladesh, Manipur i Nagaland, Myanmar, sud-oest de la Xina, nord-oest i sud-oest de Tailàndia, Laos, nord i centre del Vietnam i Malaca